# Janotia macrostipula
Janotia macrostipula là một loài thực vật có hoa trong họ Thiến thảo. Loài này được (Capuron) J.-F.Leroy mô tả khoa học đầu tiên năm 1974.